# The Trip (album)
Pour les articles homonymes, voir The Trip (homonymie).
Albums de Art Pepper
Living Legend
(1975) No Limit
(1977)
The Trip est un album d'Art Pepper.

## L'album
Il permet d'entendre Art Pepper avec le pianiste George Cables, qui l'accompagnera de nombreuses fois jusqu'à la fin de sa vie, David Williams à la basse et Elvin Jones à la batterie.
Le titre The Trip, écrit à San Quentin en 1963, fait référence à la façon dont les détenus font passer le temps en se racontant des histoires :

« I wrote The Trip in 1963 when I was in San Quentin. Whenever guys would gather like on a weekend, in the yard, in your cell, or wherever they might be, any time a group of guys would get together, one guy would invariably say to another guy "Hey, Louie, take us on a trip".

J'ai écrit The Trip en 1963 lorsque j'étais à San Quentin. Lorsque les gars traînaient ensemble le weekend, dans la cour, dans ta cellule, ou à n'importe quel endroit, à chaque fois qu'un groupe de gars se réunissait, un gars disait systématiquement à un autre "Hé, Louie, fais nous voyager". »

— Art Pepper, 1er novembre 1976, Contemporary's Studio, Los Angeles, Californie, liner notes de l'album, transcrit d'un interview
.

## Titres
- 01. The Trip 8:57
- 02. A Song For Richard 6:19
- 03. Sweet Love Of Mine 6:39
- 04. Junior Cat 7:49
- 05. The Summer Knows 7:09
- 06. Red Car 5:46
- 07. The Trip [Alternate Take] 12:59

## Personnel
- Art Pepper (as), George Cables (p), David Williams (b), Elvin Jones (d).

## Dates et lieux
- Contemporary's Studio, Los Angeles,  Californie, 15 septembre 1976 & 16 septembre 1976

## CD références
- 2006 Contemporary Records - VICJ-41726